# Star Wars, épisode VIII : Les Derniers Jedi
Pour les articles homonymes, voir Star Wars, épisode VIII : Les Derniers Jedi (homonymie).
Ne doit pas être confondu avec Le Dernier Jedi.
Série Star Wars
Épisode VII : Le Réveil de la Force
(2015) Épisode IX : L'Ascension de Skywalker
(2019)
Pour plus de détails, voir Fiche technique et Distribution.
Star Wars, épisode VIII : Les Derniers Jedi est un film de science-fiction américain de type space opera écrit et réalisé par Rian Johnson, sorti en 2017.
Interprété par les acteurs de la nouvelle trilogie, Daisy Ridley, John Boyega, Oscar Isaac et Adam Driver ainsi que par Mark Hamill et Carrie Fisher reprenant les rôles de Luke Skywalker et de sa sœur jumelle Leia Organa, le film fait directement suite au septième épisode de la franchise Star Wars, Le Réveil de la Force. Daisy Ridley incarne Rey, une femme sensible à la Force qui fait dorénavant équipe avec un ancien stormtrooper du Premier Ordre, Finn, incarné par John Boyega. Tous les deux sont alliés du pilote Poe Dameron, joué par Oscar Isaac dans leur lutte contre le Premier Ordre et Kylo Ren, interprété par Adam Driver. Il s'agit du huitième épisode de la saga Star Wars, et du troisième long métrage produit par Lucasfilm depuis son rachat par The Walt Disney Company en 2012. J. J. Abrams, réalisateur de l'épisode VII, est désormais producteur délégué. Il s'agit du premier film de la saga à reprendre là où l'épisode précédent s'est terminé, les autres épisodes étant habituellement espacés de plusieurs années.
Le film reçoit un accueil critique favorable aux États-Unis, plus partagé en France. Les réactions du public sont très partagées. Néanmoins, le film est un succès commercial : il franchit le milliard de dollars de recettes avant la fin de l'année 2017, dans les deux semaines suivant sa sortie mondiale, devenant un des plus gros succès du box-office mondial.
Le film est dédié à la mémoire de l'actrice Carrie Fisher, morte en décembre 2016, juste après la fin du tournage.
L'Épisode VIII est suivi, en 2019, par Star Wars, épisode IX : L'Ascension de Skywalker, réalisé par J. J. Abrams.

## Synopsis

### Présentation de l'univers
L'univers de Star Wars est amorcé avec le conflit entre la République galactique et la Confédération des systèmes indépendants, alliance de planètes séparatistes. Cette confédération entraîne des dirigeants de la République dans des affaires ingérables à cause des manigances du Chancelier Suprême Palpatine, chef d'État de la République, qui dit servir la démocratie tout en visant secrètement à établir un empire. Pour rétablir la paix, les Jedi combattent les ennemis de la République, sans savoir que les deux camps sont manipulés par les Seigneurs Sith (Palpatine étant en réalité le Seigneur Sith Dark Sidious). Les Jedi, comme les Sith, sont sensibles à la Force, un champ énergétique mystérieux leur procurant des pouvoirs psychiques.
Au fil des années, tandis que les Séparatistes gagnent toujours plus de sympathisants, les manipulations du Chancelier, dont la double identité reste toujours secrète, ne cessent d'affecter la République, à tel point qu'une guerre éclate entre les deux camps. Cette période devient connue sous le nom de Guerre des clones. En effet, les soldats clones (originaires de la planète Kamino et étant les doubles génétiques du chasseur de primes Jango Fett) combattent pour l'armée de la République, et se battent des années durant contre les droïdes des séparatistes sous la tutelle de généraux Jedi.
Plusieurs années plus tard, un jeune Jedi du nom d'Anakin Skywalker est de plus en plus tourmenté. Il entretient une relation secrète avec la sénatrice Padmé Amidala, se marie avec elle, et la voit mourir dans des visions de plus en plus fréquentes. Le Chancelier Suprême exploite cette faiblesse pour transformer un Anakin Skywalker jeune et naïf en Seigneur Sith en lui promettant d'acquérir le pouvoir de sauver sa femme. Prenant le nom de Dark Vador, il s'occupe d'éliminer tous les Jedi (Palpatine justifie cet acte en faisant passer les Jedi pour des mutins) à l'aide d'une légion entière de clones et les derniers séparatistes réfugiés sur la planète volcanique Mustafar afin que Palpatine puisse fonder son empire et mettre fin à la Guerre des clones. Lorsque Padmé Amidala apprend la vérité, elle tente — en vain — de raisonner son mari. Le Maître Jedi Obi-Wan Kenobi est alors contraint d'affronter son ancien apprenti, devenu Dark Vador, et le blesse gravement, le laissant agoniser à proximité de lave en fusion. Vador est cependant sauvé in extremis par Palpatine, qui le soigne et le contraint à s'enfermer dans une armure sombre et terrifiante pour survivre, alors que sa femme meurt en donnant naissance à des jumeaux : Luke Skywalker et Leia Organa (cachés à leur père dès leur naissance). La République disparaît au profit de l'Empire galactique gouverné par Palpatine, autoproclamé empereur. C'est le début de la tyrannie de l'Empire.
Mais après vingt années, la brutalité du régime provoque l'apparition d'une opposition armée : l'Alliance rebelle. Parmi eux se trouvent les enfants jumeaux d'Anakin, Luke et Leia. L'Alliance fête sa première victoire lors de la bataille de Yavin, lorsqu'une escadrille parvient à détruire l'arme absolue de l'Empire, la station spatiale Étoile noire. En 3 ap. BY, l'Empire lance une contre-attaque en détruisant la base principale des rebelles sur la planète Hoth, ce qui les sépare aux quatre coins de la galaxie. Luke part sur Dagobah pour commencer son entraînement avec le maître Jedi Yoda (sur les conseils du maître Jedi Obi-Wan Kenobi) tandis que ses amis Han, Leia, Chewbacca et C3-PO se retrouvent pourchassés par les impériaux. Un an plus tard, en 4 ap. BY, l'empereur Palpatine supervise la construction d'une nouvelle station de combat en orbite autour de la lune forestière Endor. Guidée par Luke Skywalker, l'Alliance rassemble ses forces pour tenter le dernier assaut. Dans la bataille, Dark Vador redevient le Jedi qu'il était — Anakin Skywalker — et se sacrifie pour son fils en tuant Palpatine. C'est le début d'une nouvelle ère.
Trois décennies après la mort de l'empereur Palpatine, la Résistance, menée par la générale Leia Organa, lutte contre le Premier Ordre du Suprême Leader Snoke et de son bras armé Kylo Ren, qui n'est autre que Ben Solo, fils de Leia et de Han Solo, ancien padawan de Luke Skywalker qui a basculé du côté obscur de la Force. La Résistance et le Premier Ordre fouillent la galaxie pour retrouver Luke, le dernier Jedi, qui s'est exilé sur une planète reculée. Pendant ce temps, sur la planète Jakku, une jeune pilleuse d'épaves solitaire, simplement nommée Rey, va progressivement se découvrir sensible à la Force et la contrôler. Elle va faire la connaissance du Stormtrooper en fuite Finn, du pilote Poe Dameron puis de Han Solo et Chewbacca avant de rejoindre les rangs de la résistance. Han Solo est assassiné par son fils sur la planète-arme Starkiller avant qu'elle soit détruite par la Résistance. Rey affronte et domine Kylo Ren avec l'aide de la Force, puis part retrouver Luke Skywalker sur une planète océanique où elle lui remet son sabre laser.

### Déroulement du synopsis

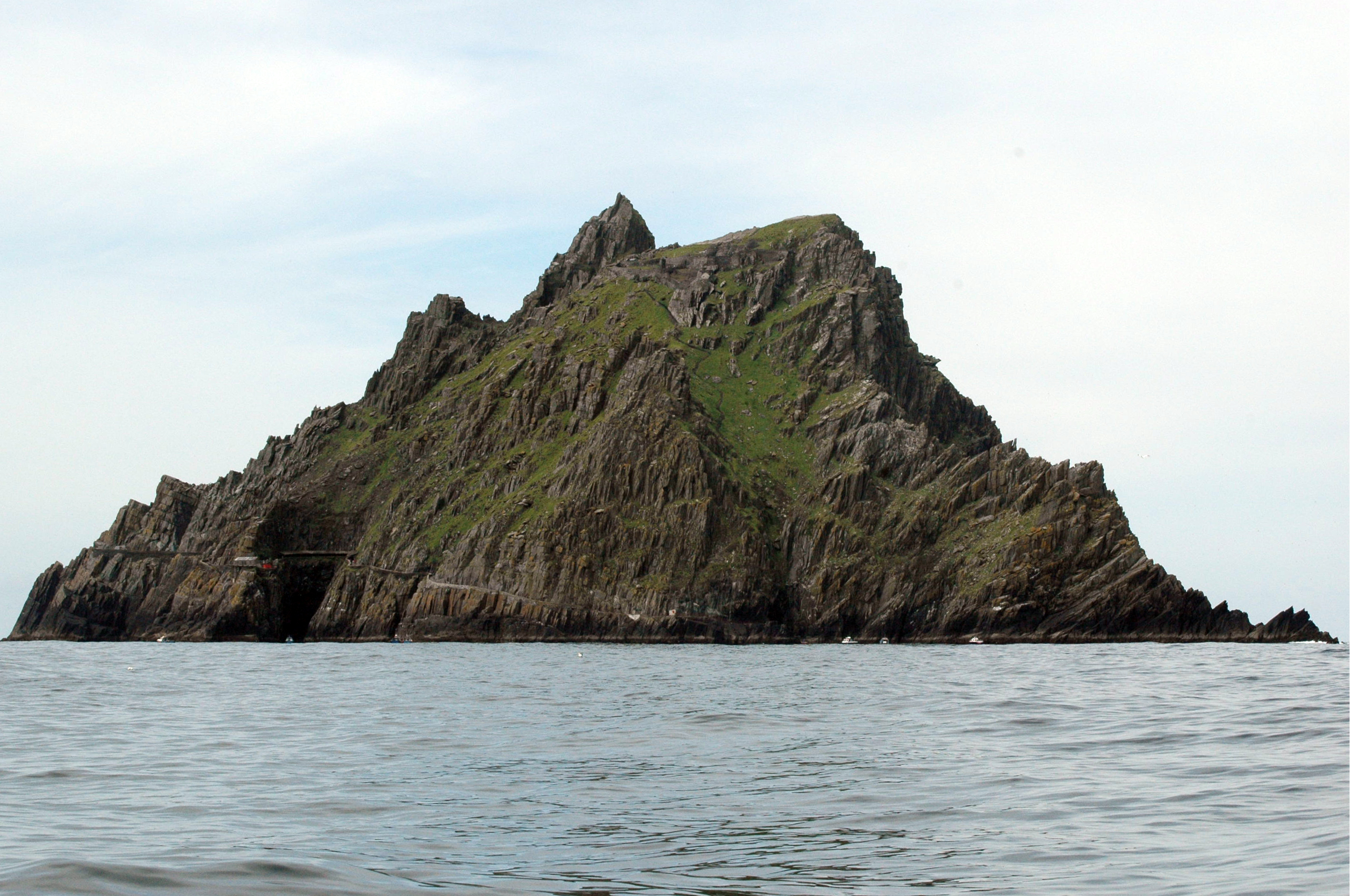
Île Skellig Michael, l'un des lieux de tournage.

Lorsque l'épisode débute, les derniers éléments de la Résistance sont traqués par le Premier Ordre. La générale Leia Organa termine l'évacuation de leur base principale lorsqu'une flotte du Premier Ordre arrive en orbite depuis l'hyper-espace. Les deux flottes se font face. La base de surface est bombardée et détruite par les deux puissants canons d'un cuirassé qui accompagne les destroyers stellaires. Poe Dameron, BB-8 et leur vaisseau X-wing s'approchent seuls du cuirassé, demandant une communication avec le général Hux qui se trouve dans le vaisseau amiral. La communication établie, il gagne du temps puis se rapproche et attaque avec agilité les canons externes majeurs du cuirassé. Un impact sur le X-wing de Poe stoppe l'alimentation des canons, mais BB-8 parvient à rétablir le système, permettant à Poe de neutraliser le dernier canon ennemi et à la flotte de la Résistance, plus faiblement armée, de se regrouper. La neutralisation ouvre la voie à un escadron de bombardiers rebelles, mais celui-ci fait face à des tirs nourris et une vague de chasseurs TIE, subissant de lourdes pertes. Un seul bombardier demeure, lâchant in extremis son chargement sur sa cible, causant une explosion en chaîne l'emportant avec lui. Poe rejoint de peu la flotte de la Résistance qui s'échappe par un bond dans l'hyper-espace. Durant la fuite, Finn, toujours inconscient dans son caisson, se réveille brusquement en criant : « Où est Rey ? »
L'action se déplace alors sur la planète-océan Ahch-To, où s'était achevé l'épisode précédent. Rey arrivant avec Chewbacca et R2-D2 grâce au Faucon Millenium, là où s'est reclus Luke Skywalker, une île peuplée de petites créatures volatiles aux grands yeux noirs, les Porgs, et des gardiennes des reliques Jedi. Elle lui tend son sabre laser, que Luke jette derrière son épaule avec dédain. Rey lui signifie sa volonté de devenir son apprentie et lui demande d'apporter son aide à la Résistance. Mais il refuse, exposant la vacuité et l'arrogance de l'ordre Jedi. L'insistance de Rey fait apparaître la personnalité troublée de Skywalker, à la suite de la destruction de son école Jedi par son apprenti et neveu, Ben Solo. Luke s'engage finalement à donner trois leçons à Rey. De manière troublante et secrète, Rey et Kylo Ren sont connectés à travers l'espace par des visions partagées qui installent un dialogue sincère et intime, chacun reconnaissant en l'autre une connexion unique. Kylo mentionne à Rey l'incident de l'école Jedi : Ben Solo, se réveillant et découvrant Luke armé d'un sabre-laser prêt à l'exécuter dans son sommeil, avait fait effondrer un mur sur Luke, en le laissant pour mort. Luke, confronté par Rey, admet avoir lu la noirceur de Kylo et hésité à l'exécuter, et déclare ne plus croire être le héros attendu de tous. Rey, pensant pouvoir reconvertir Kylo au côté lumineux de la Force, s'envole avec Chewbacca et R2, laissant Skywalker sur son île après l'avoir confronté. Luke veut alors détruire les textes fondateurs de l'Ordre Jedi gardés sur Ahch-To, mais ne peut s'y résoudre, et c'est l'esprit de Yoda qui revient pour y mettre le feu, rappelant à Luke que l'échec fait partie de l'apprentissage de la Force. C'est un malicieux Yoda qui indique alors à son ancien apprenti qu’« il n’y a rien dans ces livres que la jeune Rey ne possède déjà. ».
Après que la flotte de la Résistance a réussi à prendre la fuite, le général Hux se fait durement réprimander par le Suprême Leader Snoke avant de lui annoncer que la flotte est prise au piège. Snoke n'épargne pas Kylo Ren qu'il rabaisse à présent, dénonçant l'usage de son casque comme étant le mécanisme de fuite visible dû à son incapacité à accepter la mort de son père, Han Solo, de ses propres mains. Kylo Ren, fumant de rage et refusant cette accusation de faiblesse, réduit son casque en miettes. Les résistants quittant l'hyper-espace, la générale Organa réprimande de son côté Poe Dameron pour son assaut sur la flotte ennemie : le coût humain induit par de tels assauts est néfaste à la Résistance, qui a besoin d'hommes et de femmes plus que de héros morts. Poe est dégradé de commandant à capitaine.
La flotte du Premier Ordre, emmenée par le gigantesque vaisseau de Snoke, apparaît soudainement derrière la flotte rebelle. L'alerte est donnée, le commandement rebelle envisage de s’échapper à nouveau via un bond dans l'hyper-espace mais conclut rapidement à la présence d'un traqueur-hyper-espace, rendant toute fuite illusoire. Kylo Ren et un escadron de TIE infligent des dommages de surface au vaisseau amiral rebelle, jusqu'à l'arrivée en vue du centre de commandement. Kylo Ren et la générale Organa, sa mère, se perçoivent mutuellement, suspendant un temps leurs actions respectives tandis que les ailiers de Kylo Ren bombardent et détruisent la nacelle, dont les occupants — dont l'amiral Ackbar — sont expulsés dans l'espace. Leia se réveille en apesanteur à proximité du vaisseau, usant de la Force pour retourner à l'intérieur et être secourue par l'équipage. La mobilité supérieure de la flotte rebelle lui permet de s'éloigner à distance respectable de la flotte ennemie. Kylo Ren, isolé et sans couverture, doit annuler son assaut. Les rebelles maintiennent une distance suffisante tandis que leurs boucliers résistent aux attaques de longue portée, ouvrant ainsi une course d'usure. La générale Organa étant en incapacité, la vice-amirale Amilyn Holdo prend le commandement du vaisseau et met volontairement Poe à l'écart du poste.
De son côté, Finn tente de s'enfuir via une capsule d'évacuation pour éloigner la balise de retour de Rey mais est intercepté par un membre de l'équipage, Rose Tico, qui l'arrête pour « désertion ». Reprenant conscience, il justifie son geste par l'impasse constatée. Sous l'impulsion de Rose qui pleure sa sœur, cannonière du dernier bombardier qui avait réussi à lâcher ses bombes sur le cuirassé avant de disparaitre, elle et Finn élaborent un plan pour neutraliser le traqueur-hyper-espace du Premier Ordre ; les connaissances techniques de Rose et la familiarité de Finn avec le vaisseau ennemi permettant une opération d'infiltration. Un accès doit cependant être piraté. Finn et Rose sont mis sur la piste d'un cryptographe par Maz Kanata et, avec le soutien de Poe, utilisent un vaisseau mineur pour se diriger vers la planète et le lieu en question : Canto Bight, une ville casino sur la planète Cantonica, villégiature de marchands d'armes. À quelques mètres de leur cryptographe supposé, Rose et Finn sont arrêtés par la police et incarcérés. Leur codétenu, DJ, est, par chance, un expert en piratage qui ouvre sous leurs yeux leur cellule commune et s'échappe calmement, tandis que Rose et Finn partent dans une autre direction. DJ tombe sur BB-8 qui a immobilisé plusieurs gardes. Rose et Finn se retrouvent dans des écuries de courses, et prennent la fuite à dos de bêtes, mettant la ville sens dessus dessous. Pris au piège en bordure d'une falaise, ils sont sauvés par BB-8 et DJ, aux commandes d'un vaisseau. Finn et Rose négocient avec DJ leur infiltration sur le vaisseau amiral du Premier Ordre.
Le dernier vaisseau suppléant rebelle tombe sous les canons de la flotte ennemie mais, une fois encore, le personnel est évacué vers le vaisseau principal. L'ensemble des quatre cents rebelles se retrouve donc sous le commandement direct de la vice-amirale Holdo, qui refuse obstinément de dévoiler son plan à Dameron (et par extension, aux autres pilotes de la flotte) : la vitesse de croisière et la direction choisies mènent la poursuite à proximité de Crait, une planète minière et ancienne place forte rebelle, où les équipages désormais assemblés pourront discrètement évacuer pendant que le vaisseau rebelle principal continuera sa route jusqu'à l'épuisement de ses boucliers et son explosion finale. Poe dénonce cette rétention d'information comme une tentative de trahison, se rebelle et fait immobiliser la vice-amirale Holdo ainsi que son équipe de commandement afin de laisser à Finn et Rose, arrivés sur le vaisseau ennemi, la possibilité de désactiver le traceur. Rose, Finn et DJ approchent le traceur-hyper-espace, mais ils tombent dans une embuscade et sont capturés par les Stormtroopers et la Capitaine Phasma, tandis que BB-8, déguisé par une caisse de cargaison à sa taille, n'est pas pris.
Sur le vaisseau rebelle, la générale Organa s'est réveillée et prend les commandes de la contre-offensive et après avoir ouvert de force le poste de pilotage, neutralise Poe sans prononcer le moindre mot et met fin à la mutinerie, permettant aux quatre cents rescapés de commencer ainsi l'évacuation via une trentaine de navettes ; Holdo restant sur le vaisseau afin de continuer à attirer la flotte de Snoke. Sur le vaisseau ennemi, tandis que Rose et Finn sont conduits à travers les docks par la capitaine Phasma, DJ apparaît libre et annonce avec peu de remords avoir dévoilé le plan de la vice-amirale Holdo au général Hux. Les discrètes navettes d'évacuation sont ciblées par le Premier Ordre et détruites l'une après l'autre. La feinte démasquée, Holdo pointe son vaisseau vers la flotte ennemie, utilisant un bond en hyper-espace. Le sacrifice de son vaisseau et de sa vie pour infliger des dommages massifs à la flotte du Premier Ordre permettent ainsi aux rebelles de se poser sur la planète Crait. Sur le vaisseau ennemi en flammes, Rose et Finn sont sauvés par les tirs d'un AT-ST piloté par BB-8. Finn combat la capitaine Phasma et celle-ci tombe à travers le sol éventré du hangar, et périt dans les flammes.
En parallèle, Rey, ne comptant plus sur Luke, se fait larguer en capsule de sauvetage du Faucon Millenium près du vaisseau amiral ennemi et est faite prisonnière, mais reste convaincue qu'elle peut récupérer Kylo Ren du fait du développement de leur connexion particulière. Kylo Ren ayant amené Rey au Suprême Leader Snoke, qui leur dévoile la toile tissée par ses soins afin de les rapprocher et les attirer, elle et Luke, vers son piège. Rey lutte mais est facilement maîtrisée par Snoke, lequel demande à Kylo Ren d'exécuter Rey comme preuve de sa loyauté. Avec la Force, Kylo Ren fait discrètement pivoter le sabre-laser sur l'accoudoir droit de Snoke en même temps que sa propre arme et l'allume, le transperçant de part en part puis le coupant en deux.
S'ensuit un combat dans lequel Kylo Ren et Rey s'allient alors pour combattre et annihiler les gardes prétoriens de Snoke, équipés de Vibrolames. Kylo Ren propose ensuite à Rey de le rejoindre pour en finir avec les Sith et les Jedi et établir un nouvel ordre galactique. Il lui explique qu'il sait, et qu'elle sait également, que ses parents, qu'elle n'a cessé de rechercher, n'ont aucune importance, qu'ils sont « des moins que rien », juste des ferrailleurs qui ont vendu leur fille pour un peu d'eau et sont morts misérablement, enterrés dans une fosse commune sur Jakku. Mais Rey rejette vigoureusement la proposition de Kylo et lui demande de l'aider à sauver les derniers résistants. Aucun ne cédant, un duel de Force s'ensuit pour l'obtention du vieux sabre de Luke, au cours duquel il est brisé en deux. Rey s'échappe avec les morceaux de l'arme, laissant Kylo Ren inconscient au sol. Quand ce dernier reprend connaissance en présence du général Hux, il lui affirme que c'est Rey qui a tué Snoke, et lui signifie brutalement qu'il est désormais le Suprême Leader.
Les quelques navettes épargnées se réfugient dans une ancienne base de la Rébellion pourvue d'une porte monumentale et envoient un message de détresse à travers la galaxie. Un inventaire rapide révèle des armes légères anciennes et deux douzaines de speeders en piteux état. Kylo Ren et le général Hux arrivent face à la base, accompagnés de marcheurs TB-TT et d'un canon-bélier. Afin de gagner du temps avant l'arrivée de renforts, Poe mène un escadron de speeders ayant pour mission de détruire le canon-bélier. L'escadron subit de lourdes pertes via le double feu des marcheurs et d'un escadron TIE, soudainement engagés. Le Faucon Millenium piloté par Chewbacca et Rey entre dans la mêlée, abattant nombre de TIE, qui s'engagent tous à sa poursuite, libérant le champ de bataille principal. Contre les ordres de Poe qui sonne la retraite, Finn se prépare à crasher son speeder dans le canon-bélier quand Rose le percute de côté, le sauvant de sa mission suicide. Le canon fait feu, ouvrant une brèche dans la porte de la base, permettant à Rose, gravement blessée, et à Finn de rejoindre les membres de la Résistance. Alors que la porte est percée et que Kylo Ren donne l'assaut final, Luke Skywalker apparaît.
Marchant seul vers les troupes du Premier Ordre, Luke défie Kylo Ren, lequel demande à son armée de faire feu sur lui, mais le maître Jedi ressort de ce bombardement intensif sans la moindre égratignure, ce qui oblige Kylo Ren à sortir. Poe en profite pour trouver une issue en suivant les chiens de cristal qui peuplent la mine, mais le passage est bloqué par un éboulement. Rey, sentant la présence des résistants, débarque du Faucon Millenium et dégage les rochers grâce à la Force.
Pendant ce temps, Luke affirme sa supériorité face à Kylo Ren, lui expliquant que, contrairement à ce qu'il croit, il n'est pas le dernier Jedi — puisque Rey semble avoir suivi ses traces — et se laisse transpercer, révélant sa nature de projection et s'évaporant. Le vrai Luke est en réalité toujours sur Ahch-To, en état de méditation. Mais l'effort est tel qu'il l'épuise en puisant toute son énergie. À bout de forces, Luke s'éveille de sa transe, regarde une toute dernière fois le coucher de soleil, ayant une vision des soleils jumeaux de Tatooine qui illumine son visage puis meurt, disparaissant dans la Force en ne faisant qu'un avec elle. Malgré la défaite, Rey et la générale Leia Organa se retrouvent dans le Faucon Millenium et s'expliquent avoir ressenti concomitamment la disparition de Luke. Rey rencontre Poe, et dit à Leia que la Résistance est réduite en miettes et que tout espoir est anéanti. La générale lui signifie au contraire qu'ils ont tout ce qu'il faut pour renaître de leurs cendres et pour continuer la lutte.
Au loin, dans les écuries, sur Canto Bight, des enfants esclaves gardent espoir en écoutant, de la bouche de l'un d'entre eux, l'histoire déjà légendaire de Luke, Maître Jedi affrontant seul le Premier Ordre. Retournant travailler, l'un des enfants attire à lui un balai sans le toucher, révélant sa capacité à utiliser la Force. Portant une bague ceinte du symbole de la résistance, il scrute l'horizon étoilé en tenant le balai tel un sabre laser.

## Personnages
Rey : une pilleuse d'épave, sensible à la Force, engagée dans la Résistance contre le Premier Ordre. Elle retrouve le dernier Jedi Luke Skywalker sur la planète Ahch-To. Armée du sabre laser des Skywalker, elle essaie de le convaincre de rejoindre la Résistance et de lui enseigner la voie du Jedi. Pendant sa formation, Kylo Ren et Rey partagent un lien particulier avec la Force. Ils arrivent même à se comprendre mutuellement.
Finn : ancien stormtrooper immatriculé FN-2187, il a fait le choix déserter le Premier Ordre. Une forte amitié est née entre Finn et Rey. Blessé après un combat contre Kylo Ren, il est pleinement engagé au sein de la Résistance.
Poe Dameron : fils de deux rebelles, il est le meilleur pilote de la Résistance mais téméraire et têtu, cet attitude lui vaut un sermon de la part de Leia et une rétrogradation après une bataille.
Kylo Ren : anciennement Ben Solo, fils de Han et Leia et ancien disciple de Luke. Disciple de Snoke et chef des chevaliers de Ren. Il a basculé du côté obscur alors qu'il croyait que Luke allait le tuer. Même après avoir tué son père, il est encore plus tiraillé entre la lumière et l'obscurité.
Luke Skywalker : dernier Jedi en vie. Il s'est volontairement mis exilé sur Ahch-To après l'échec de la formation de son neveu. Depuis cet événement, les Jedi sont devenus, pour lui, un ordre dépassé, aveuglé par leur orgueil et leurs traditions et doivent disparaître.
Leia Organa : sœur jumelle de Luke. Général de la Résistance. Leia avait commencé sa formation de Jedi auprès de Luke, jusqu'à qu'elle abandonne pour la politique. Même après la mort de Han, elle souhaite plus que tout le retour de son fils.
Suprême Leader Snoke : dirigeant du Premier Ordre et un puissant utilisateur de la Force. Maître de Kylo Ren. Tellement arrogant et sur de lui, il n'anticipe pas la trahison de son élève.
Rose Tico : une ingénieure de la Résistance. Elle admire le courage des combattants de la Résistance et souhaite l'être tout autant. C'est grâce à Finn qu'elle pourra montrer ce qu'elle vaut.

## Fiche technique
Sauf indication contraire, les informations mentionnées dans cette section peuvent être confirmées par les bases de données cinématographiques IMDb et Allociné,  présentes dans la section « Liens externes ».
- Titre original : Star Wars: Episode VIII – The Last Jedi
- Titre français : Star Wars, épisode VIII : Les Derniers Jedi
- Réalisation : Rian Johnson
- Scénario : Rian Johnson, d'après les personnages créés par George Lucas
- Musique : John Williams
- Direction artistique : Andrew Bennett, Neal Callow, Richard Campling, Todd Cherniawsky, Dean Clegg, John Dexter, Gregory Fangeaux, Mark Harris, Jason Knox-Johnston, Chris Lowe, Oli van der Vijver et Matt Wynne
- Décors : Rick Heinrichs et Richard Roberts[2]
- Costumes : Michael Kaplan
- Maquillage et coiffure : Natalie Abizadeh et Tamsin Dorling Barbosa
- Photographie : Steve Yedlin
- Son : Ren Klyce, David Parker, Michael Semanick, Matthew Wood
- Montage : Bob Ducsay
- Production : Ram Bergman, Leifur B. Dagfinnsson (Islande) et Kathleen Kennedy
  - Production exécutive : Boris Dmitrovic (Croatie) et Finni Johannsson (Islande)
  - Production déléguée : J. J. Abrams, Tom Karnowski et Jason McGatlin
  - Production associée : Jamie Christopher, Nour Dardari, Leopold Hughes et Nikos Karamigios
  - Coproduction : Pippa Anderson, Candice Campos et Kiri Hart
- Sociétés de production : Lucasfilm Ltd., Walt Disney Pictures et Ram Bergman Productions
- Société de distribution : Walt Disney Studios Motion Pictures
- Budget : 200 millions de $[3],[4] ; 317 millions de $[5]
- Pays de production :  États-Unis
- Langue originale : anglais
- Format : couleur - 35 mm - 2,39:1 (CinemaScope - Panavision) - son DTS (DTS: X) | Dolby Surround 7.1 | Dolby Atmos | Dolby Digital | 12-Track Digital Sound (IMAX 12-Track) | IMAX 6-Track
- Genres : science-fiction, action, aventures, fantastique, space opera
- Durée : 152 minutes
- Dates de sortie[6] :
  - États-Unis : 9 décembre 2017 (première mondiale à Los Angeles)[7],[8] ; 15 décembre 2017 (sortie nationale)
  - France, Belgique, Suisse romande : 13 décembre 2017[9],[10]
  - Québec : 15 décembre 2017[11]
- Classification :
  - États-Unis : accord parental recommandé, film déconseillé aux moins de 13 ans (PG-13 - Parents Strongly Cautioned)[A 10]
  - France : tous publics (conseillé à partir de 8 ans)[12],[13]
  - Belgique : tous publics (Alle Leeftijden)[9]
  - Suisse romande : interdit aux moins de 12 ans[14]
  - Québec : tous publics (G - General Rating)[15]

## Distribution
- Mark Hamill (VF : Bernard Lanneau ; VQ : Tristan Harvey) : Luke Skywalker / Dobbu Scay[16] (voix)
- Daisy Ridley (VF : Jessica Monceau ; VQ : Catherine Brunet) : Rey
- Adam Driver (VF : Valentin Merlet ; VQ : Christian Perrault) : Kylo Ren / Ben Solo
- John Boyega (VF et VQ : Diouc Koma) : Finn
- Oscar Isaac (VF : Benjamin Penamaria ; VQ : Patrice Dubois) : Poe Dameron
- Kelly Marie Tran[17] (VF : Kelly Marot ; VQ : Geneviève Bédard) : Rose Tico[18]
- Carrie Fisher (VF : Béatrice Delfe (âgée) et Barbara Tissier (images d'archives) ; VQ : Anne Caron) : générale Leia Organa
- Joonas Suotamo et Peter Mayhew (consultant) : Chewbacca
- Benicio del Toro (VF : Boris Rehlinger ; VQ : Manuel Tadros) : DJ
- Laura Dern (VF : Rafaèle Moutier ; VQ : Anne Bédard) : vice-amirale Amilyn Holdo
- Gwendoline Christie (VF : Julie Dumas ; VQ : Camille Cyr-Desmarais) : capitaine Phasma
- Andy Serkis (VF : Féodor Atkine ; VQ : Sylvain Hétu) : Suprême leader Snoke
- Domhnall Gleeson (VF : Jean-Pierre Michaël ; VQ : Alexis Lefebvre) : général Hux
- Anthony Daniels (VF : Jean-Claude Donda ; VQ : François Sasseville) : C-3PO
- Jimmy Vee : R2-D2[19]
- Brian Herring et Dave Chapman : BB-8
- Frank Oz (VF : Daniel Kenigsberg ; VQ : Jacques Lavallée) : Yoda (voix)
- Lupita Nyong'o (VF : Marie Tirmont ; VQ : Catherine Hamann) : Maz Kanata
- Tim Rose (VF : Patrick Raynal) et Tom Kane (voix) : amiral Ackbar
- Mike Quinn : Nien Nunb
- Billie Lourd (VF : Dorothée Pousséo ; VQ : Marie-Ève Sansfaçon) : Kaydel Ko Connix[20]
- Amanda Lawrence (VF : Marie Zidi ; VQ : Marika Lhoumeau) : commandant Larma D'Acy
- Paul Kasey : C'ai Threnalli
- Veronica Ngo : Paige Tico[21]
- Mark Lewis Jones (VF : Jean-Bernard Guillard ; VQ : Guy Nadon) : capitaine Moden Canady
- Justin Theroux (VF : Serge Faliu) : le maître décrypteur[22]
- Lily Cole : la petite-amie du maître décrypteur
- Warwick Davis[23] : Wodibin
- Hermione Corfield (VF : Julie Quesnay) : Tallissan Lintra, une pilote de A-wing
- Noah Segan : Starck, un pilote de X-wing[24]
- Jamie Christopher : Tubbs, un pilote de X-wing
- Michaela Coel : une opératrice-radio de la Résistance
- Togo Igawa : un officier de pont de la Résistance
- Joe Van Moyland : un pilote de la Résistance
- Shauna Macdonald : une pilote de la Résistance
- Adrian Edmondson (VF : Gérard Darier ; VQ : François Trudel) : capitaine Edrison Peavey
- Kate Dickie (VF : Sandrine Moaligou) : l'opératrice-radio de Hux
- Ralph Ineson : un officier supérieur du Premier Ordre
- Andy Nyman : un gardien de prison
- Joseph Gordon-Levitt (VF : Xavier Fagnon) : Slowen Lo (caméo vocal[25])
- Jack Greenlees (VF : Alexis Victor) : l’officier d’évacuation de la Résistance
- Orion Lee (VF : Gauthier Battoue) : Suday Bascus, un membre du Premier Ordre
- Gary Barlow[26] : un stormtrooper qui appréhende Finn (caméo)
- Gareth Edwards : un soldat de la Résistance dans la tranchée (caméo)[27]
- Edgar Wright : un soldat de la Résistance[28] (caméo non crédité)
- Joe Cornish : un soldat de la Résistance[28] (caméo non crédité)
- Tom Hardy : un stormtrooper (caméo non crédité coupé au montage[29],[30])
- Prince Harry du Royaume-Uni : un stormtrooper (caméo non crédité coupé au montage[29],[30])
- Prince William du Royaume-Uni : un stormtrooper (caméo non crédité coupé au montage[29],[30])

- Version française réalisée par la société de doublage Dubbing Brothers, avec des dialogues de Thomas Murat sous la direction artistique de Donald Reignoux et la supervision de Jean-Pierre Dorat[31]

 Source et légende : version française (VF) sur RS Doublage et Allodoublage ; version québécoise (VQ) sur Doublage.qc.ca.

Photos des acteurs principaux.
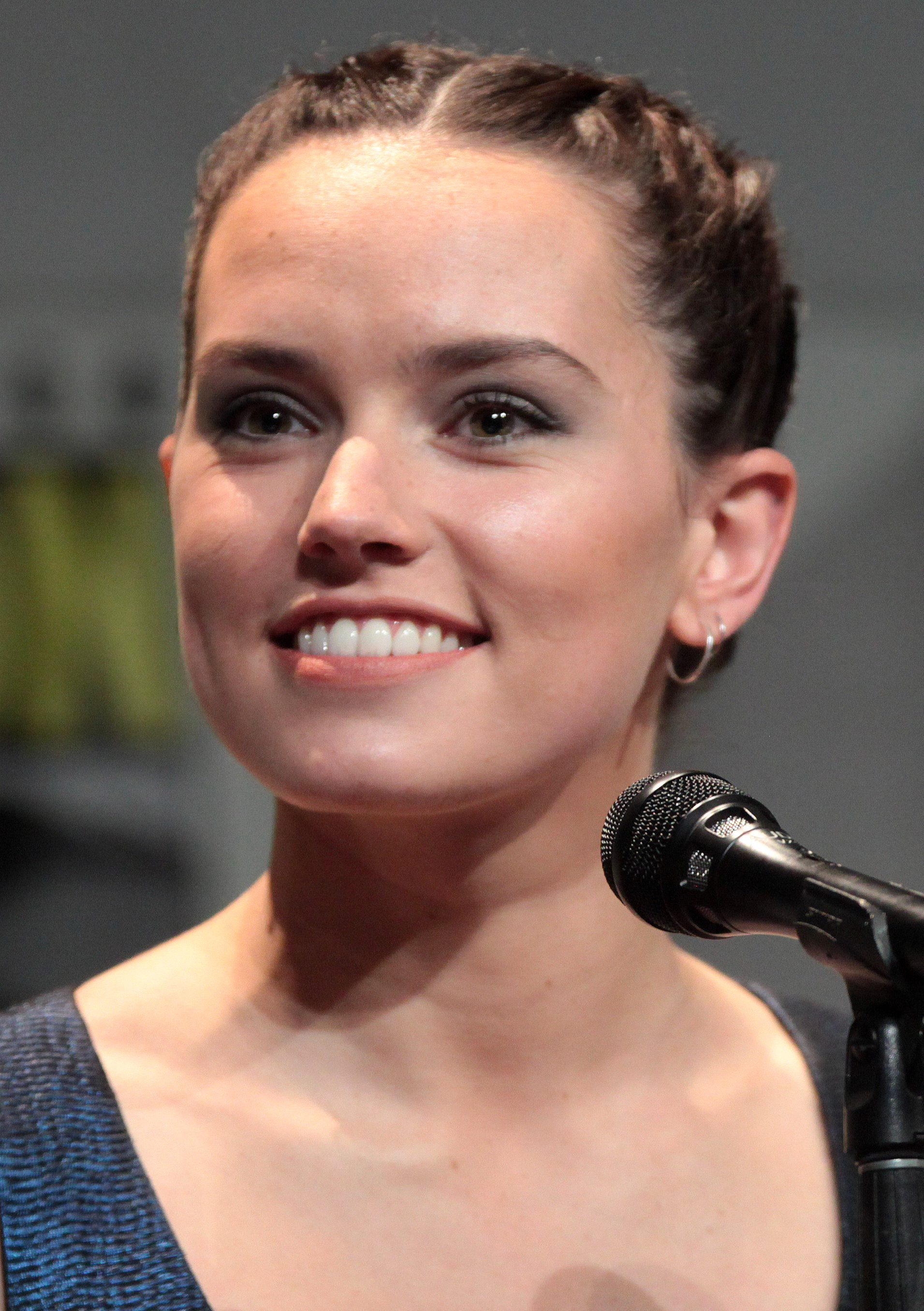
Daisy Ridley en 2015.
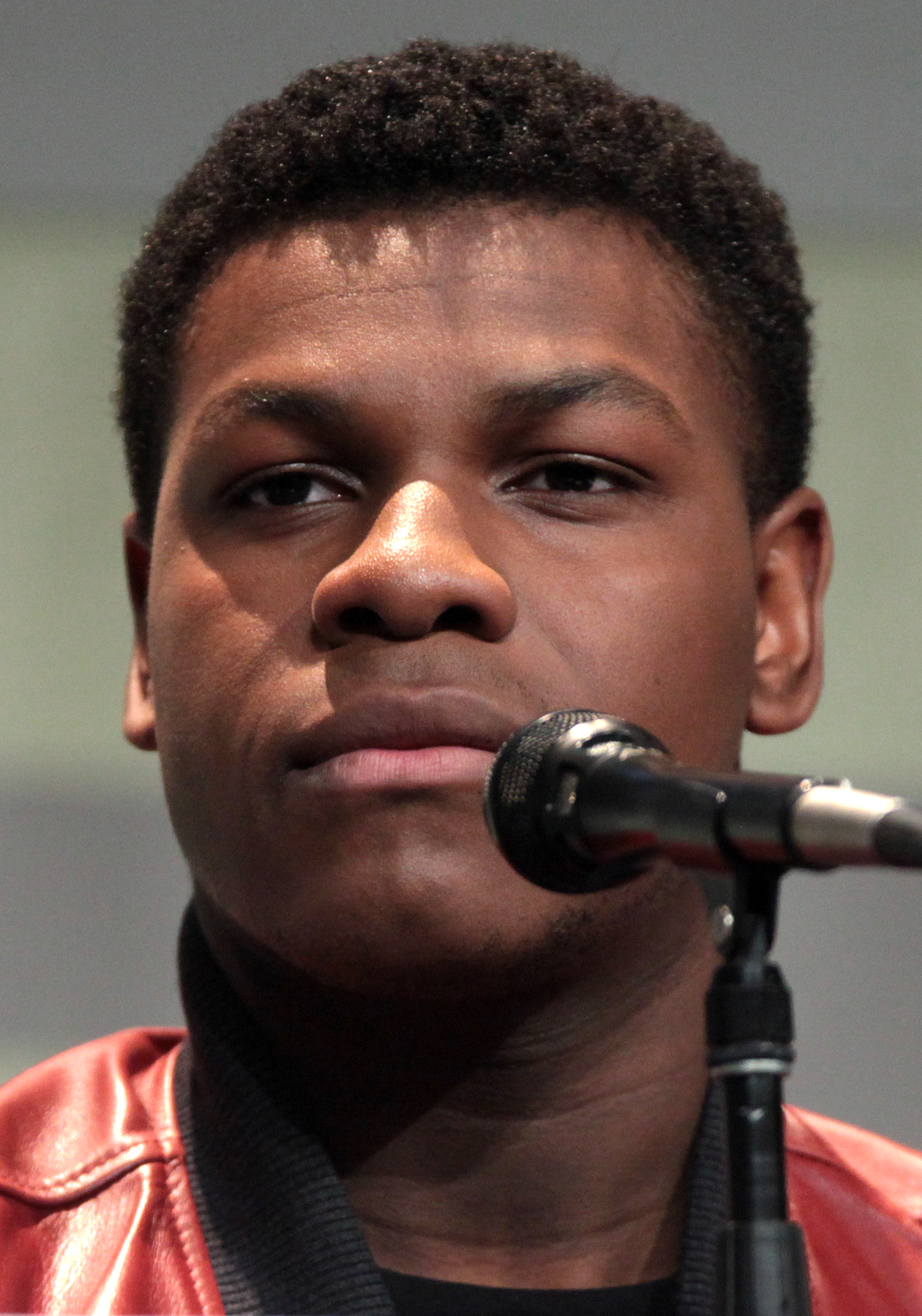
John Boyega en 2015.
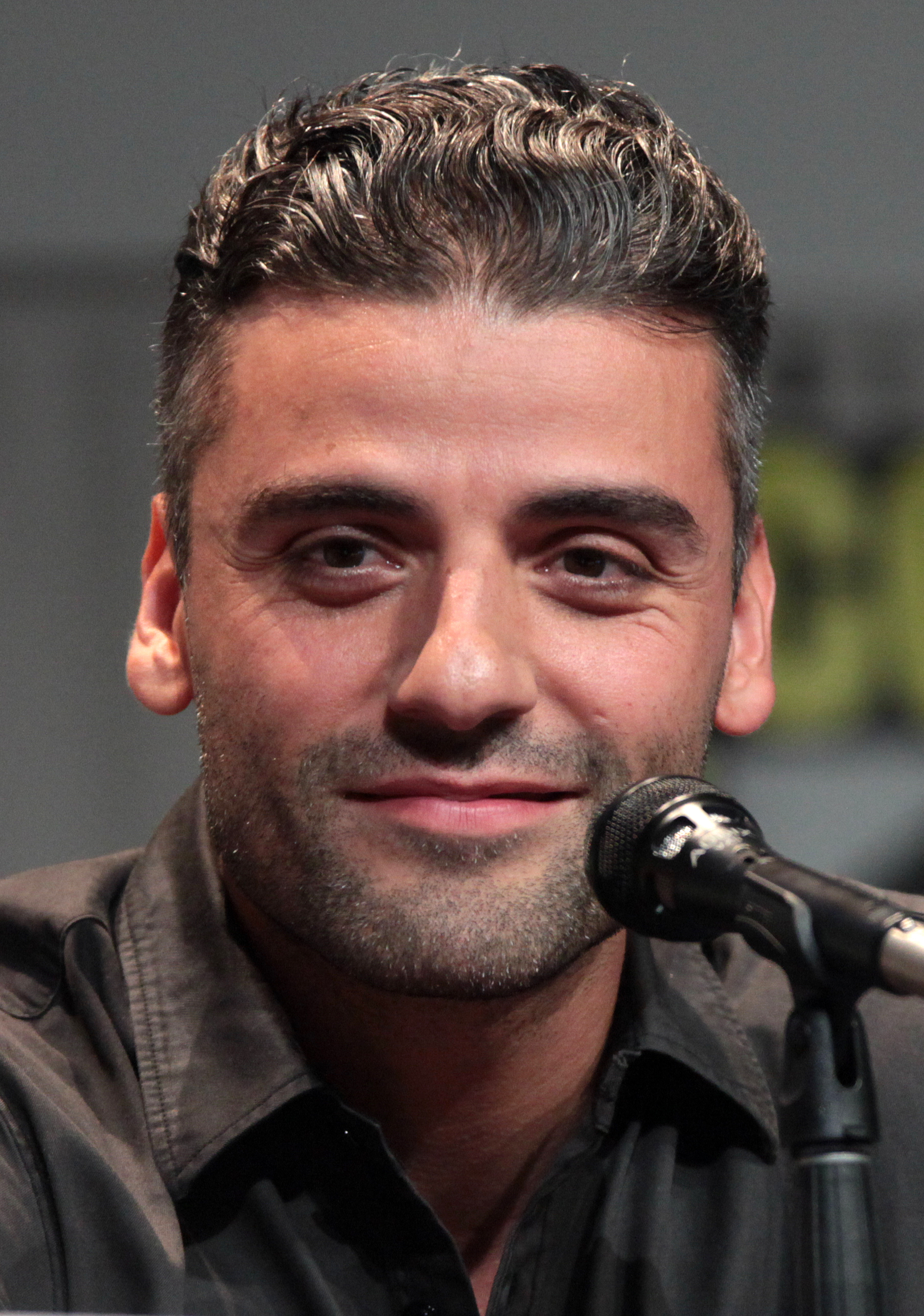
Oscar Isaac en 2015.
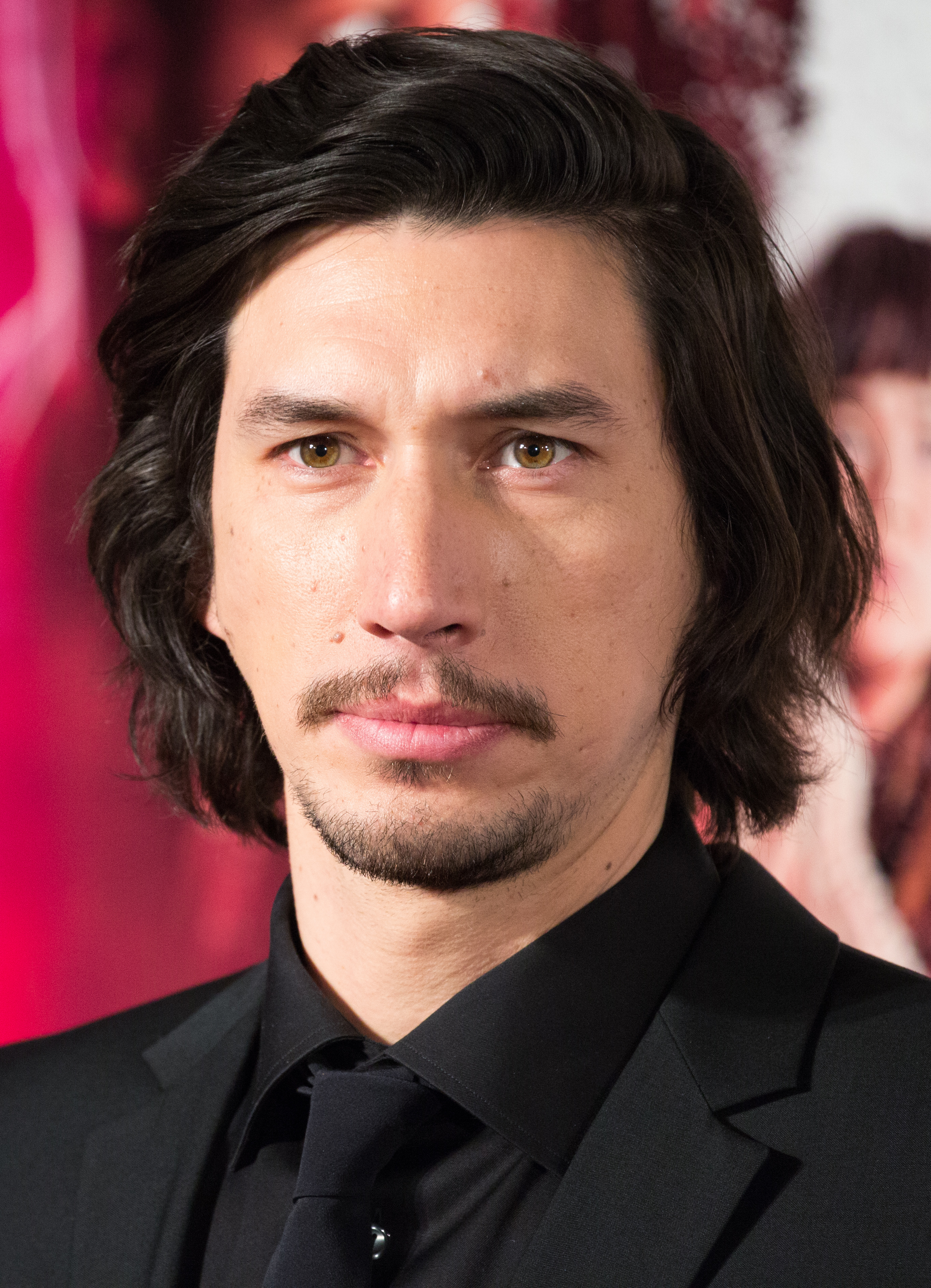
Adam Driver en 2017.
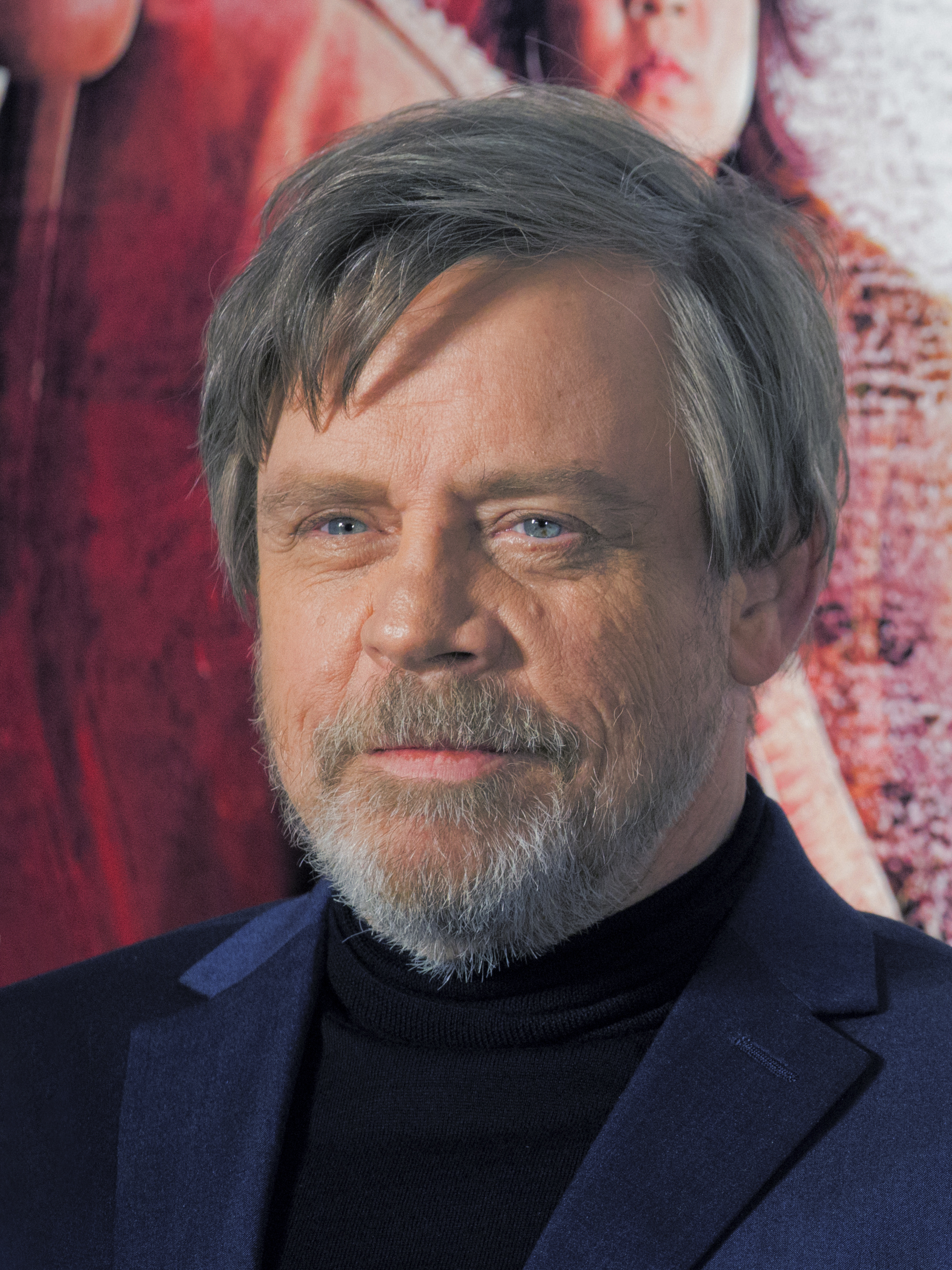
Mark Hamill en 2017.
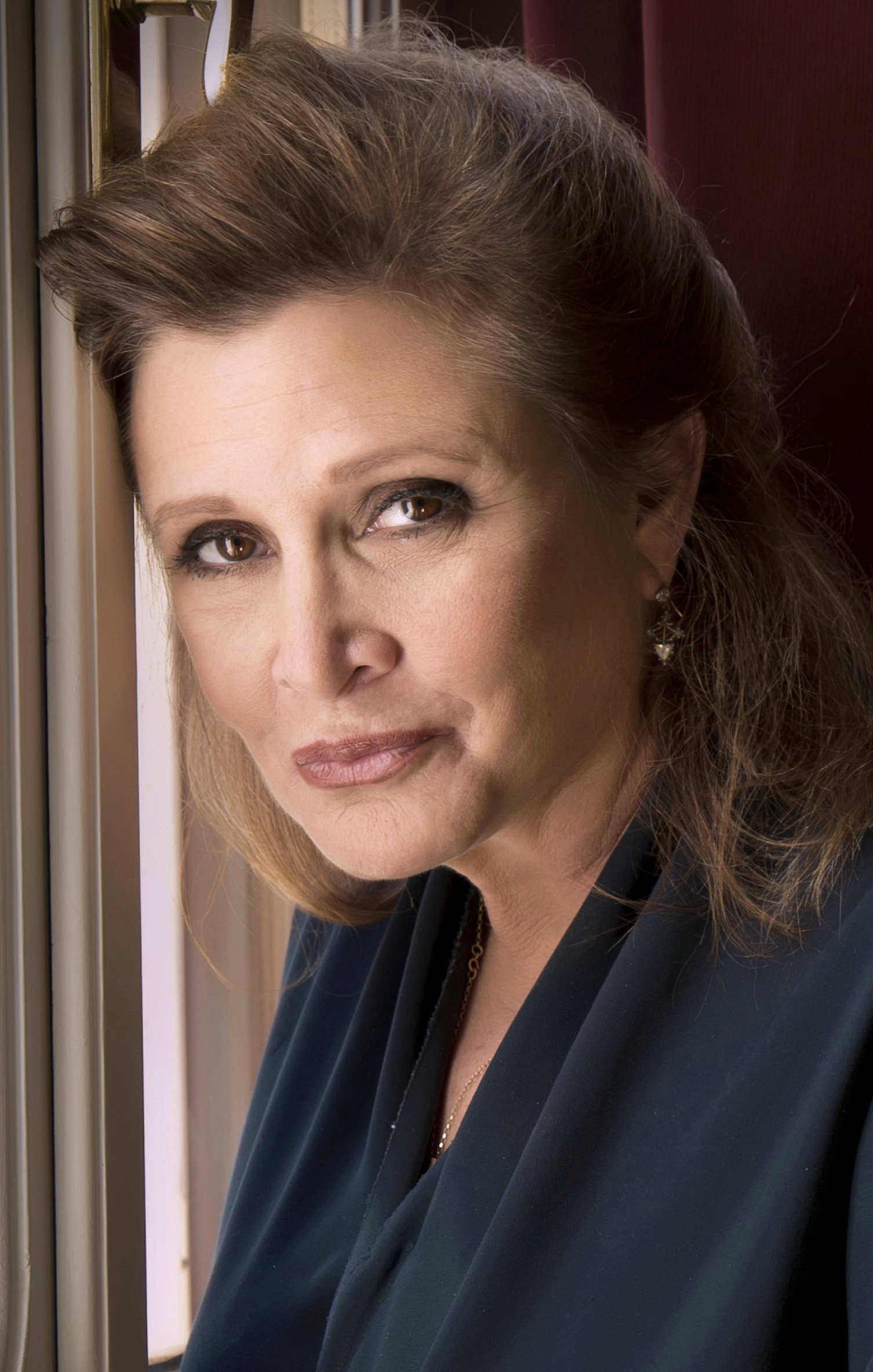
Carrie Fisher en 2013.
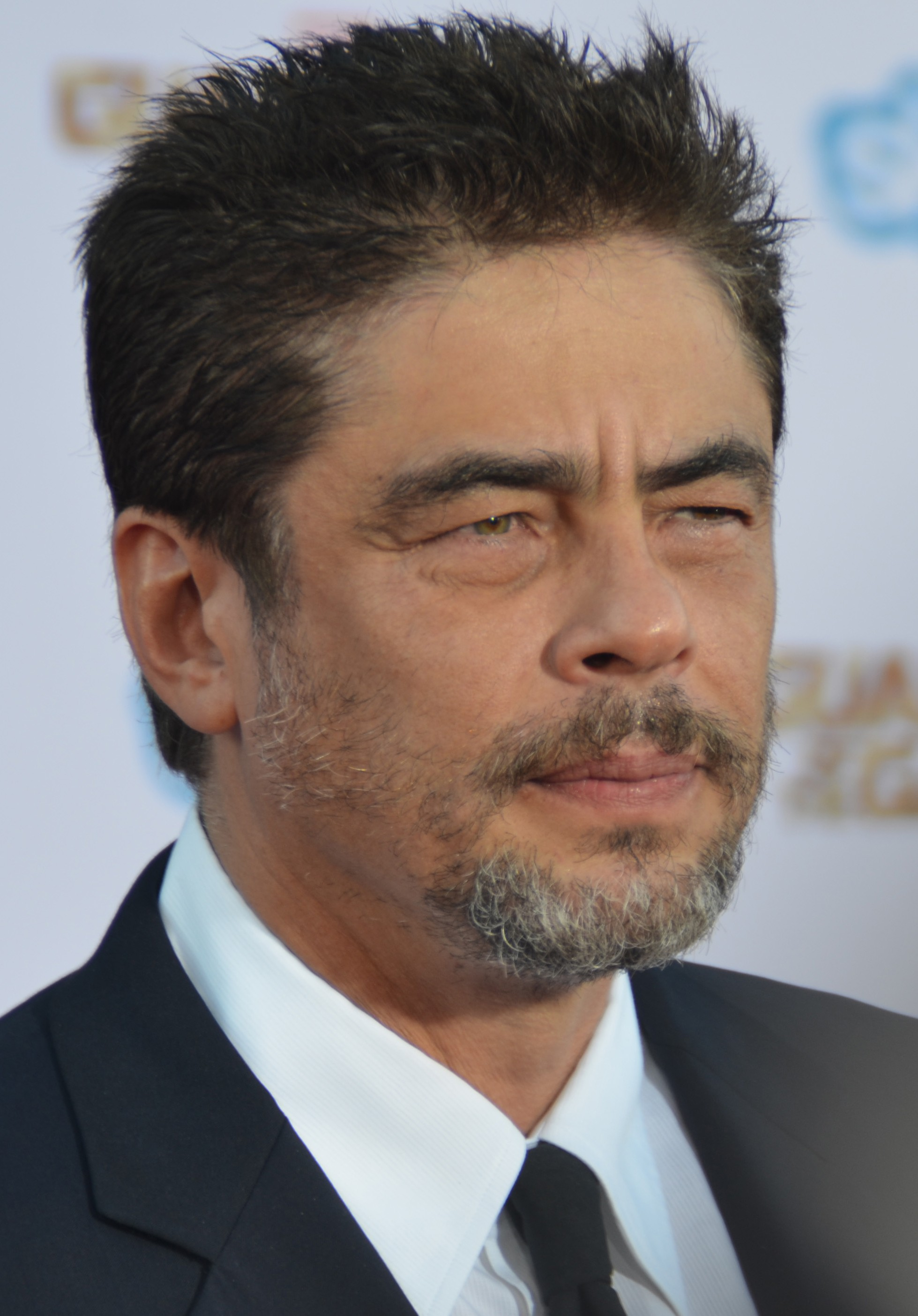
Benicio del Toro en 2014.
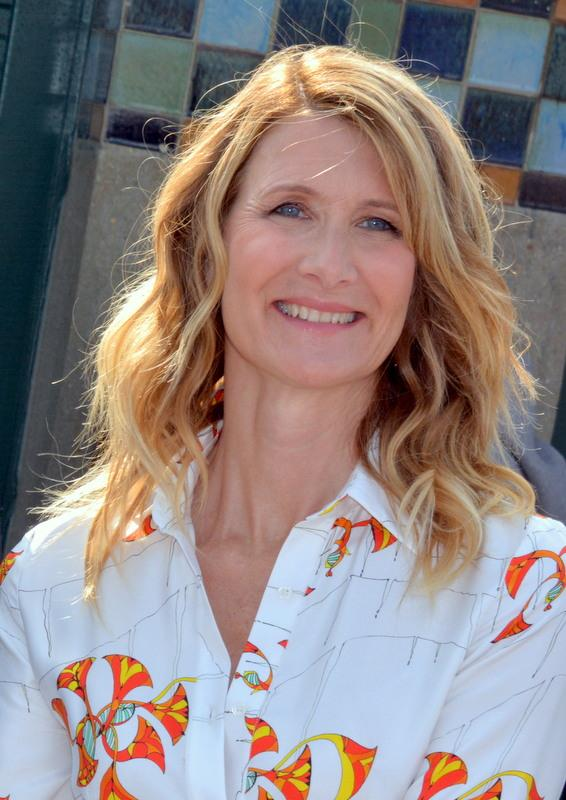
Laura Dern en 2017.

## Production

### Développement
En octobre 2012, la société The Walt Disney Company prévoit de racheter l'entreprise Lucasfilm et annonce le développement d'un septième film pour 2015 et déclare que « d'autres films devraient continuer la saga et faire prospérer la franchise bien au-delà dans le futur ». En juin 2014, le réalisateur américain Rian Johnson est engagé pour réaliser le huitième épisode de Star Wars dont la date de sortie est premièrement fixée au 26 mai 2017. Le réalisateur annonce par ailleurs que le film devrait utiliser plus de décors naturels et moins d'effets spéciaux que la seconde trilogie et Star Wars : Le Réveil de la Force.
En mars 2015, la société Lucasfilm confirme son choix de réalisateur et scénariste pour Rian Johnson et annonce une partie de l'équipe de production du film, dont Kathleen Kennedy et Ram Bergman en tant que producteurs et J. J. Abrams en tant que producteur délégué. Le 20 janvier 2016, la date de sortie est repoussée au 15 décembre 2017 et Jason McGatlin et Tom Karnowski sont recrutés en tant que producteurs délégués.

### Scénario

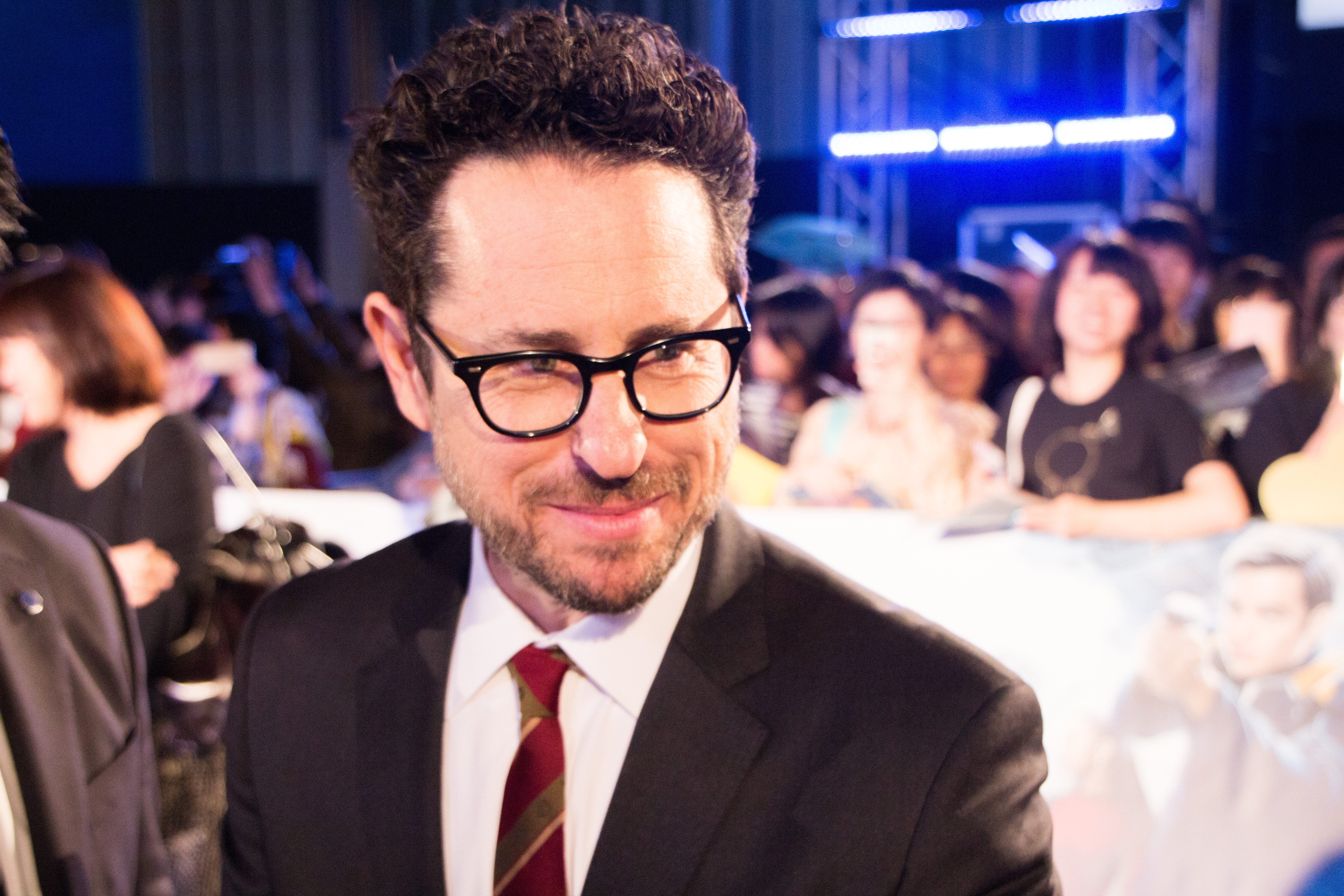
Le réalisateur du précédent opus, J.J. Abrams, assume le poste de producteur pour cette suite.

Star Wars : Les Derniers Jedi est scénarisé par Rian Johnson. Le film reprend l'histoire exactement là où celle de l'épisode VII s'est achevée, il s'agit d'une première dans la production des films Star Wars.
En mai 2017, pour les 40 ans de la franchise, le magazine américain Vanity Fair publie un numéro spécial dans lequel apparaît une série de photographies et des entrevues avec le réalisateur et les acteurs. Les rôles de Benicio del Toro et Laura Dern sont révélés, lui interprète un mercenaire et elle une militaire hautement gradée de la Résistance. Le réalisateur affirme que le personnage de Luke Skywalker change drastiquement par rapport aux épisodes précédents et le sabre laser qu'il tenait de son père appartient désormais à Rey, également devenue capitaine du Faucon Millenium. Le film se concentrera aussi sur la suite des blessures de Kylo Ren et son passage complet du côté obscur de la Force après l'assassinat de Han Solo. L'ambiance générale du film devrait aussi être plus dramatique que dans Le Réveil de la Force et le changement par rapport à ce dernier devrait être aussi significatif que ce qu'il y a eu entre Un nouvel espoir et L'Empire contre-attaque. Deux mois plus tard, en juillet 2017, le réalisateur Rian Johnson et l'actrice Gwendoline Christie - interprète de la Capitaine Phasma - affirment avoir donné plus de profondeur au personnage de cette dernière, en effet, le personnage était peu présent à l'écran dans Le Réveil de la Force.

### Distribution des rôles
En juillet 2015, l'acteur Benicio del Toro obtient un rôle dans le film, bien qu'aucun rôle ne lui soit encore attitré, son personnage devrait être celui d'un « méchant ». En décembre 2015, la productrice du film Kathleen Kennedy déclare que l'ensemble de la distribution principale de Star Wars : Le Réveil de la Force sera de retour dans le huitième opus. En avril 2017, une nouvelle actrice rejoint la distribution, Kelly Marie Tran incarnera un membre de la Résistance.

### Tournage

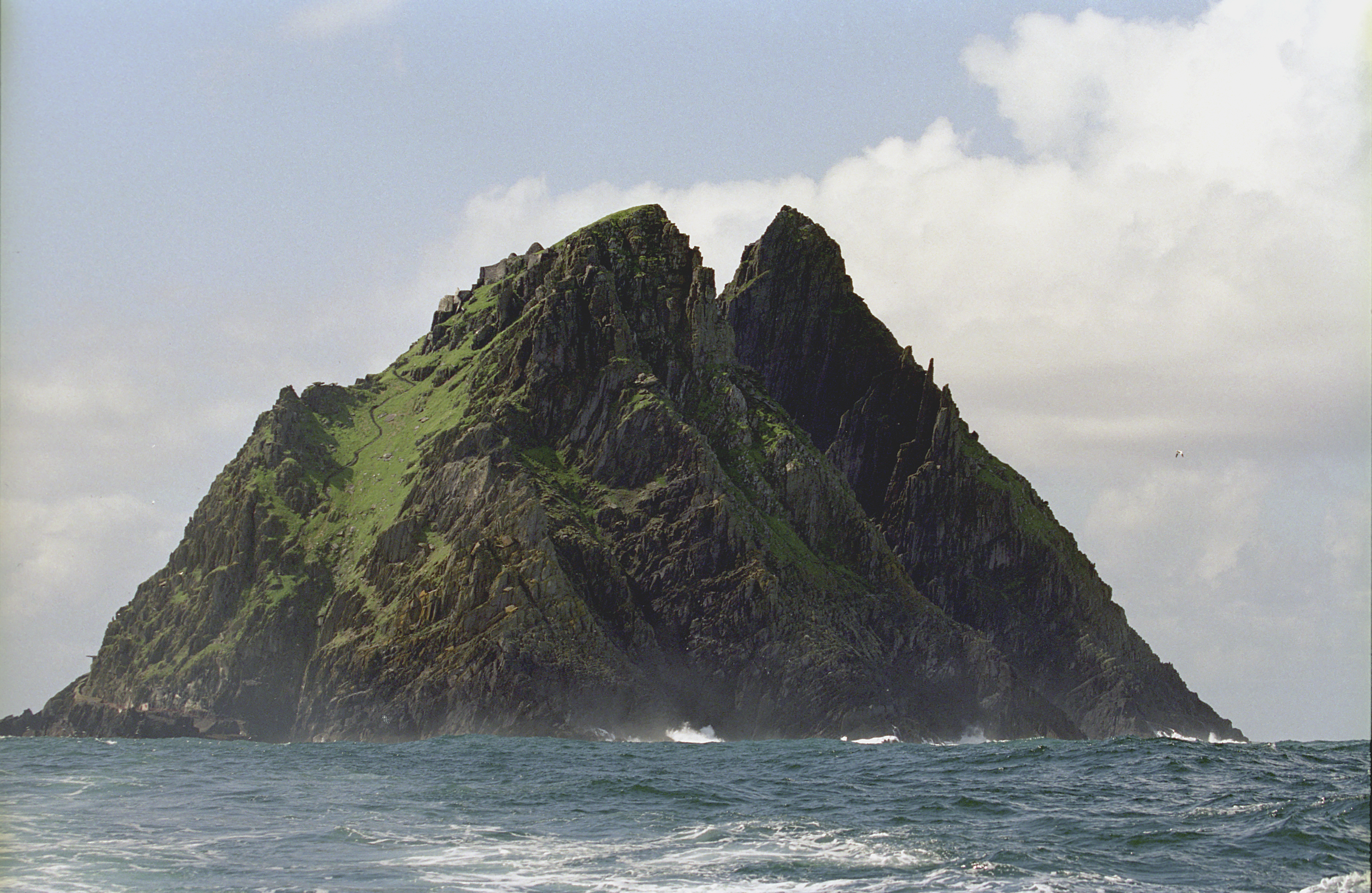
Le Réveil de la Force se termine là où démarre Les Derniers Jedi. Ces scènes ont été tournées sur l'île irlandaise de Skellig Michael.

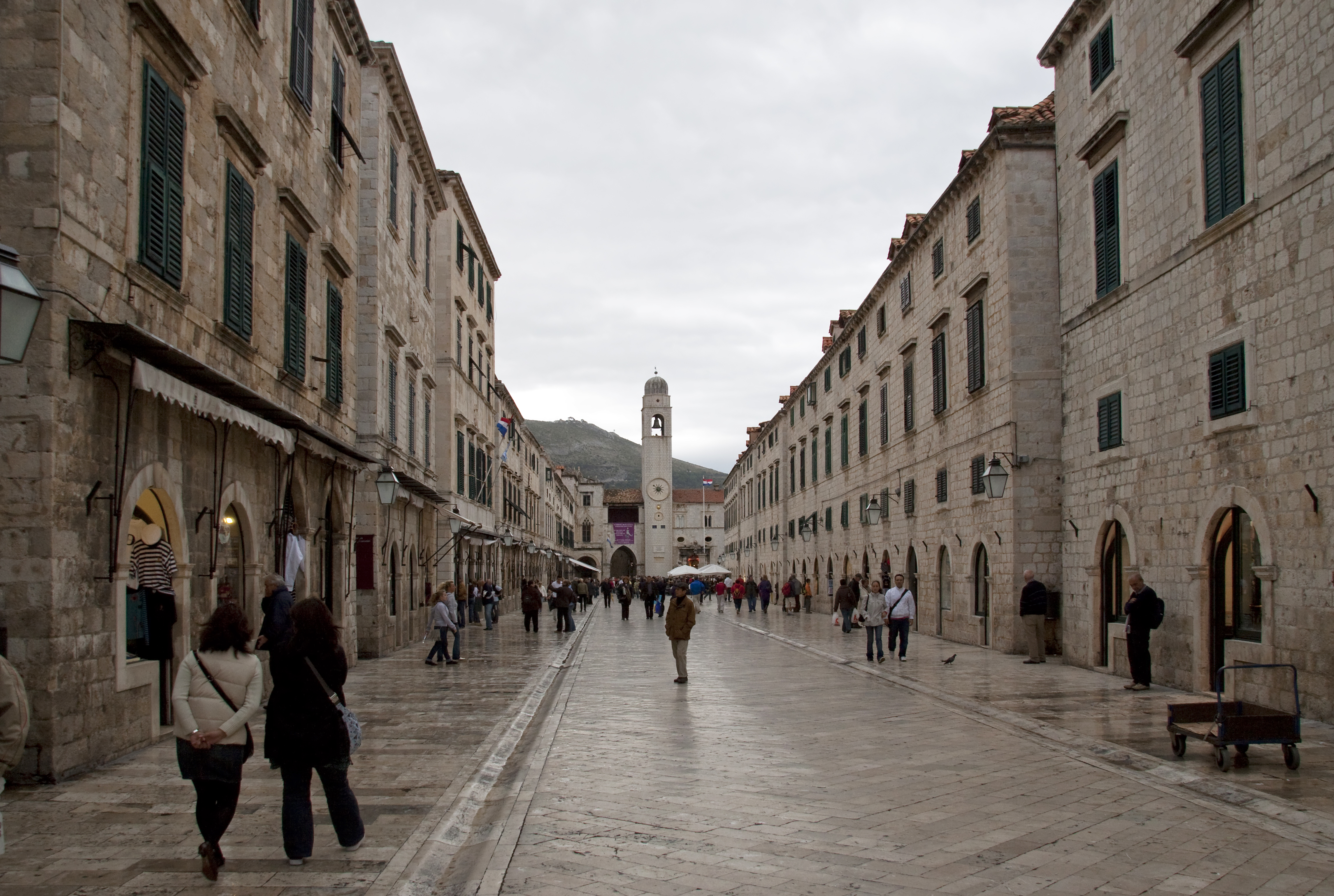
Des scènes de Les Derniers Jedi sont tournées en mars 2017 à Dubrovnik en Croatie.

En septembre 2015, quelques scènes sont tournées sur l'île irlandaise Skellig Michael, là où s'est achevé l'histoire de Star Wars : Le Réveil de la Force. Le tournage du film débute le 15 février 2016 dans les Pinewood Studios à Londres. Le jour même, une vidéo est mise en ligne par Disney montrant l'équipe du film sur l'île de Skellig Michael, où a été tournée l'ultime scène de l'épisode VII, avec un nouveau plan de Mark Hamill, au moment où Rey tend son sabre laser à Luke Skywalker.
C'est également dans le comté de Cork, le long du Wild Atlantic Way, dans la péninsule de Mizen Head, au cap Brow Head que les caméras tournent. Portmagee servant de base pour le tournage, d'autres scènes ont été tournées dans la péninsule de Dingle mais les huttes de Beehive qui avaient été recréées à Sybil Head ont désormais disparu.
Le 12 février 2016, la municipalité de Dubrovnik en Croatie révèle que le tournage d'une partie de l'épisode se tiendra dans cette ville touristique. Le tournage s'y déroule effectivement du 9 au 17 mars. Le tournage principal s'achève le 10 juillet 2016. Le réalisateur en profite pour dévoiler qu'il s'agit du premier film reprenant là où l'épisode précédent s'est terminé.
La production du film est marquée par la mort de l'actrice Carrie Fisher en décembre 2016, qui interprète dans l'ensemble de la saga le personnage de Leia Organa. Alors que toutes ses scènes ont été tournées, la mort de l'actrice n'aura aucune incidence sur le scénario de l'épisode VIII, contrairement à celui de l'épisode IX où elle ne devrait pas apparaître, en dehors de l'utilisation de prises inutilisées pour l'épisode VIII.

### Musique
Comme dans les films précédents, excepté les films dérivés, la musique est composée par John Williams. L'enregistrement de la musique commence le 13 décembre 2016 à Los Angeles dans les studios Sony Pictures.

## Accueil

### Promotion
| |  |  |
| Le scénariste/réalisateur Rian Johnson et la productrice Kathleen Kennedy à la première japonaise du film, en décembre 2017. |  |  |

Le 23 janvier 2017, Walt Disney Studios et Lucasfilm dévoilent une première affiche du film, une affiche simplifiée sur laquelle figure le logotype du film, alors titré Star Wars : The Last Jedi,.
Le 14 avril, à la Star Wars Celebration, une première bande-annonce d'une durée d'une minute et 45 secondes est dévoilée. On y voit Rey suivre sa formation de Jedi avec Luke Skywalker sur la planète océanique où s'est achevé l'épisode précédent. Il lui dit « Respire. Maintenant, concentre-toi. Que vois-tu ? », elle répond « La lumière… l'obscurité… l'équilibre » et il ajoute « C'est tellement plus grand ! ». Des scènes de batailles spatiales entre vaisseaux rivaux et sur des terres dévastées sont également dévoilées, les personnages de Finn, de Poe Dameron, de Kylo Ren, de la capitaine Phasma et de la générale Leia Organa (de dos) apparaissent, avant une mystérieuse phrase prononcée à la fin par Luke : « I only know one truth, it's time for the Jedi to end » (« Je ne connais qu'une vérité : le temps est venu pour les Jedi d'en finir », dans la version française).
De plus, la couleur dominante pour le logotype de cet épisode est le rouge, tout comme elle l'était pour celui des films La Revanche des Sith et Le Retour du Jedi. La couleur rouge apparaît de nouveau sur une seconde affiche promotionnelle diffusée lors de la Star Wars Celebration en avril 2017 puis à nouveau en juillet 2017 sur une série d'affiches sur lesquelles tous les personnages sont vêtus de rouge.
Une deuxième bande-annonce est dévoilée le 9 octobre 2017. Toujours à dominante rouge, elle est centrée sur les destinées de Rey et de Kylo Ren. L'héroïne suit son entraînement de Jedi sur la planète-océan Ahch-To avec Luke Skywalker, mais ce dernier se déclare effrayé par une puissance « brute » déjà ressentie auparavant, tandis que Snoke parle lui aussi d'un « pouvoir brut et sauvage », « très spécial », sans que l'on sache s'il évoque Kylo Ren ou Rey, puisqu'il est en voix off,. Dans cette bande annonce, le principal antagoniste doit « tuer son passé », et on le voit dans son chasseur TIE prêt à faire feu sur un vaisseau où se trouve manifestement sa mère Leia Organa. S'ensuit une alternance de plans entre le visage de Kylo Ren congestionné et celui de Leia, laquelle affiche une expression inquiète. On y voit aussi Finn combattre la capitaine Phasma, et Poe Dameron déclarer : « nous sommes l'étincelle qui allumera l'incendie qui abattra le Premier Ordre ». Snoke apparait utilisant la Force sur Rey, la torturant en disant : « Accomplis ta destinée ! ». Les dernières images montrent Rey disant : « J'ai besoin que quelqu'un me montre ma place dans tout ça », puis un second plan montrant Kylo Ren tendre une main. Un dernier montage d'images déjà mises en scène comporte quelques ajouts, notamment Rey s'adressant manifestement à Luke Skywalker : « Tu as connu l'échec avec Kylo, tu ne le connaîtras pas avec moi » (« Kylo failed you, I won't »).

### Sortie
Le 1er novembre 2017, le Wall Street Journal dévoile les termes demandés par Disney aux propriétaires de cinéma pour diffuser Les Derniers Jedi comme 65 % du prix des billets au lieu de 55, 4 semaines dans la plus grande salle et des pénalités en cas de non-respect des conditions,. Les conditions pour Star Wars, épisode VII : Le Réveil de la Force comprenaient aussi 4 semaines dans la plus grande salle, un taux 64 % au lieu de 65 % mais aucune pénalité.
La première mondiale du film a lieu le 9 décembre 2017 au Shrine Auditorium à Los Angeles. Il bénéficie ensuite, comme beaucoup de blockbusters, d'une sortie quasi simultanée dans plus de quarante pays, entre le 13 et le 15 décembre 2017. Les Derniers Jedi s'impose rapidement et entre dans le classement des dix plus grands succès mondiaux de l'histoire du cinéma.

### Accueil critique

#### Amérique du Nord
La critique se montre globalement très satisfaite par la réalisation de Rian Johnson et son traitement de l'univers de La Guerre des Étoiles. L'agrégateur de critiques Rotten Tomatoes affiche 91 % de critiques positives, pour une moyenne de 8,1/10 sur 356 critiques. Le score du public est plus mitigé, plus de 176 410 avis donnant une moyenne de 3/5 soit 49 % d'avis positifs seulement,. Sur Metacritic, il obtient une note moyenne de 85⁄100 pour 56 critiques.
Peter Travers, dans Rolling Stone, donne au film la note de 3 étoiles et demie sur 4, qualifiant le film « de simplement prodigieux, un volcan d'idées créatives en pleine éruption ». Dans TIME, Stephanie Zacharek loue tant l'accessibilité du film pour un public non-initié que les mérites du réalisateur : « Aucun des films [parmi Brick et Looper, ndlr] ne laisserait croire que [Johnson] serait aussi bon dans la réalisation d'un méga-blockbuster avec un budget énorme. Il s'avère qu'il a un don pour concevoir des scènes d'action grandioses avec minutie et une touche plus subtile ».

#### France
En France, le site Allociné propose une note moyenne de 3,5⁄5 à partir de l'interprétation de critiques provenant de 40 titres de presse. La presse apparaît partagée, pondérant les qualités visuelles et scénaristiques variables du film, saluant l'audace ou regrettant encore trop de lien aux épisodes précédents.
Pascal Leblanc, dans La Presse, note la richesse émotionnelle et narrative construite autour de Rey, Kylo Ren et Poe, saluant particulièrement le jeu d'Adam Driver. Cependant, il juge le film insuffisamment resserré, l'intrigue liée à Finn peu utile et, finalement, un film seulement en partie plus audacieux et original que l'épisode précédent.
Bastien Hauguel dans Le Point souligne le fossé entre l'accueil public et critique, le qualifiant d'« opus le plus clivant de la franchise depuis La Menace fantôme », « notamment chez les puristes » ; certains fans lançant une pétition pour le retrait du film du « canon officiel Star Wars » qui réunit des dizaines de milliers de signatures. Ce qui a peu de chances d'aboutir, le film étant par ailleurs le plus grand succès de l'année.
Caroline Trollion de RTL se montre enthousiaste : « Rian Johnson surprend du début à la fin de l'intrigue. Ce space opera vous en met plein la vue, cajole (et brise) votre cœur de fans. », saluant les performances de Mark Hamill et Adam Driver, le personnage de Rey et l'émotion offerte par la présence de Carrie Fisher.
Certains sites spécialisés en « pop culture » sont particulièrement sévères. Chronic'art attribue un 2/5, concluant que « Les Derniers Jedi appartient à l’ère de l'alcoolisme culturel, celui qui ne cesse de crier « c’est le dernier ! » mais qui prévoit de recommencer demain ». Sur Critikat, c'est l'absence d'étincelle créative de Rian Johnson qui est pointée du doigt, justifiant la même note : « Les fans de Star Wars s'en satisferont peut-être, les amateurs de cinéma un peu moins ». Sur Sitegeek, le critique voit dans Les Derniers Jedi « un film clivant assumé : […] [les fans] se sont tellement investis dans cette saga et ses produits dérivés qu'il est littéralement impossible de satisfaire tout le monde. Peut-être Rian Johnson l’a-t-il compris et a décidé d’assumer son parti pris. Un choix qui ne s’épargne pas quelques défauts objectifs mais qui va surtout marquer une rupture. ».
Plus partagé, Le Point évoque un film ambitieux mais inégal, trop retenu par le passé. Libération note également la tension entre passé et présent, et trouve dans l'expression des peurs et doutes du film une résonance réussie avec le monde contemporain malgré les contraintes imposées par la saga. Le Monde, rappelant le rôle du producteur Ram Bergman dans le résultat final, souligne la volonté de renouvellement, jugeant cependant que la réponse aux défis posés par le film, « si elle n’est pas indigne, n'est pas des plus enthousiasmantes non plus ». Le Figaro juge que le film tient ses promesses, à force d'humour, d'action et d'émotion.
L'accueil des spectateurs est également réservé puisque le film obtient une moyenne de 2,8/5 sur Allociné, ce qui est le plus faible score pour un film de la saga Star Wars. Les principaux reproches sont les incohérences, sur le caractère des personnages ou les possibilités de la Force par rapport aux sept films précédents ainsi que l'humour rappelant trop celui omniprésent dans les films de l'univers Marvel, et donc la « patte Disney »,.

#### Chine
Par son ampleur, le marché chinois présente un intérêt potentiel pour accroître la rentabilité des productions internationales, bien que leur diffusion y soit très réglementée. Avec 28,7 millions de dollars de recettes sur le premier week-end d'exploitation, l'épisode VIII réalise cependant une performance inférieure à celles de l'épisode VII (52 millions de dollars) et Rogue One (30 millions) mais cumule 1,2 milliard de dollars à l'international,. Les analystes expliquent ce faible résultat par la relative méconnaissance que le public a de la saga, qui n'a commencé à être diffusée en Chine que depuis 2016, avec l'épisode VII, par de faibles dépenses marketing et par la concurrence d'autres films locaux, notamment la populaire comédie Ex-Files 3: The Return of the Exes, ou internationaux, dont Coco, également lié aux studios Disney. Rapidement, le nombre de séances consacrées à l'épisode VIII a massivement diminué de 92 %.

### Box-office
| Pays ou région        | Box-office        | Date d'arrêt du box-office | Nombre de semaines |
| --------------------- | ----------------- | -------------------------- | ------------------ |
| États-Unis Canada     | 620 181 382 USD   | 19 avril 2018              | 18                 |
| France                | 7 076 549 entrées | -                          | -                  |
| Total hors États-Unis | 712 358 805 USD   | 20 mai 2018                | 23                 |
| Total mondial         | 1 332 540 187 USD | 20 mai 2018                | 23                 |

## Distinctions

### Récompenses
- Las Vegas Film Critics Society Awards 2017 : Meilleur film d'action

### Nominations
- BAFTA Awards 2018 :
  - Meilleur son
  - Meilleurs effets spéciaux visuels
- Oscars 2018 :
  - Meilleure musique de film
  - Meilleur montage de son
  - Meilleur mixage de son
  - Meilleurs effets visuels

## Suite
Lorsqu'en 2012, The Walt Disney Company débute le rachat de la société Lucasfilm pour un montant s'élevant à plus de 4 milliards de dollars, elle annonce le développement d'un septième film dont la sortie est prévue en 2015 et déclare que « d'autres films devraient continuer la saga et faire prospérer la franchise » tous les deux ou trois ans. La stratégie de The Walt Disney Company est alors de produire des films dont elle est sûre du succès. Effectivement, les films déjà produits par Disney, Le Réveil de la Force et Rogue One: A Star Wars Story ont respectivement généré plus de deux milliards et plus d'un milliard de dollars de recettes au box-office mondial. Dans cette optique, The Walt Disney Company et Lucasfilm développent le neuvième épisode de la franchise Star Wars, finalement confié à J. J. Abrams et sorti en 2019, ainsi qu'un film dérivé centré sur Han Solo, réalisé par Ron Howard et sorti en salles en 2018.
Par ailleurs, le 9 novembre 2017, Robert Iger, le PDG du groupe Disney, annonce le lancement d'une quatrième trilogie Star Wars en déclarant « Nous avons déjà d'autres super films Star Wars déjà prévus pour les années qui viennent en plus de la sortie en 2019 de l'épisode IX. Nous sommes très heureux d'annoncer que nous venons de signer un accord avec Rian Johnson, le réalisateur des Derniers Jedi, pour développer une toute nouvelle trilogie Star Wars ». Cette nouvelle trilogie sera « séparée » de la saga de la famille Skywalker qui est au centre des épisodes I à IX, ne constituant donc pas la suite de l'épisode IX sorti en décembre 2019.